# Ankylosauridi
Ankylosauridi, tedy zástupci čeledi Ankylosauridae, byli tzv. „obrnění“ ptakopánví dinosauři. Šlo o mohutné a široké čtyřnohé býložravce, kteří se vyskytovali na severní polokouli (Severní Amerika, Evropa a východní Asie) v období spodní a svrchní křídy (asi před 122 až 66 miliony let). Příbuznou čeledí těchto obrněných tyreoforanů byli nodosauridi.

## Popis
Tito dinosauři vykazovali silně vyvinuté kostěné destičky (osteodermy), které na jejich tělech vytvářely jakési ochranné brnění (kostěná byla dokonce i oční víčka). Většina ankylosauridů měla na konci ocasu také těžkou palici, tvořenou kostní hmotou. Pokud se touto "zbraní" velký ankylosaurid oháněl, dokázal si držet od těla i největší dravé dinosaury, zejména pak tyranosauridy. Virtuální modely ukázaly, že ankylosauridi dokázali švihat ocasem do stran až do úhlu kolem 100°, vertikálně s ním ale příliš hýbat nedokázali (což limitovalo jeho účinnost při sebeobraně). Jak ukázal výzkum, publikovaný na konci roku 2022, tito dinosauři také často bojovali svými ocasy navzájem s jedinci vlastního druhu.
Lebka ankylosauridů byla také obrněná, vepředu vybíhala v bezzubý zobák, malé zuby byly jen po stranách čelistí. Někteří ankylosauři měli dokonce i kostěná oční víčka (např. rod Euoplocephalus). Spásali zřejmě nízko rostoucí vegetaci.
Některé objevy naznačují, že ankylosauři mohli být schopni aktivně hrabat do země kvůli podzemním rostlinným částem (kořenům, hlízám apod.).

## Způsob zachování
Fosilie ankylosauridů se zejména v Severní Americe velmi často dochovávají v pozici otočení na hřbet, což zřejmě souvisí se způsobem smrti a fosilizace těchto dinosaurů v podobě transportu vodním prostředím. V některých případech se v sedimentech u fosilií ankylosauridů dochová i původní textura kůže, dermální kostěné destičky v původní konfiguraci a obrysy měkkých tělních orgánů (například u druhu Zuul crurivastator).

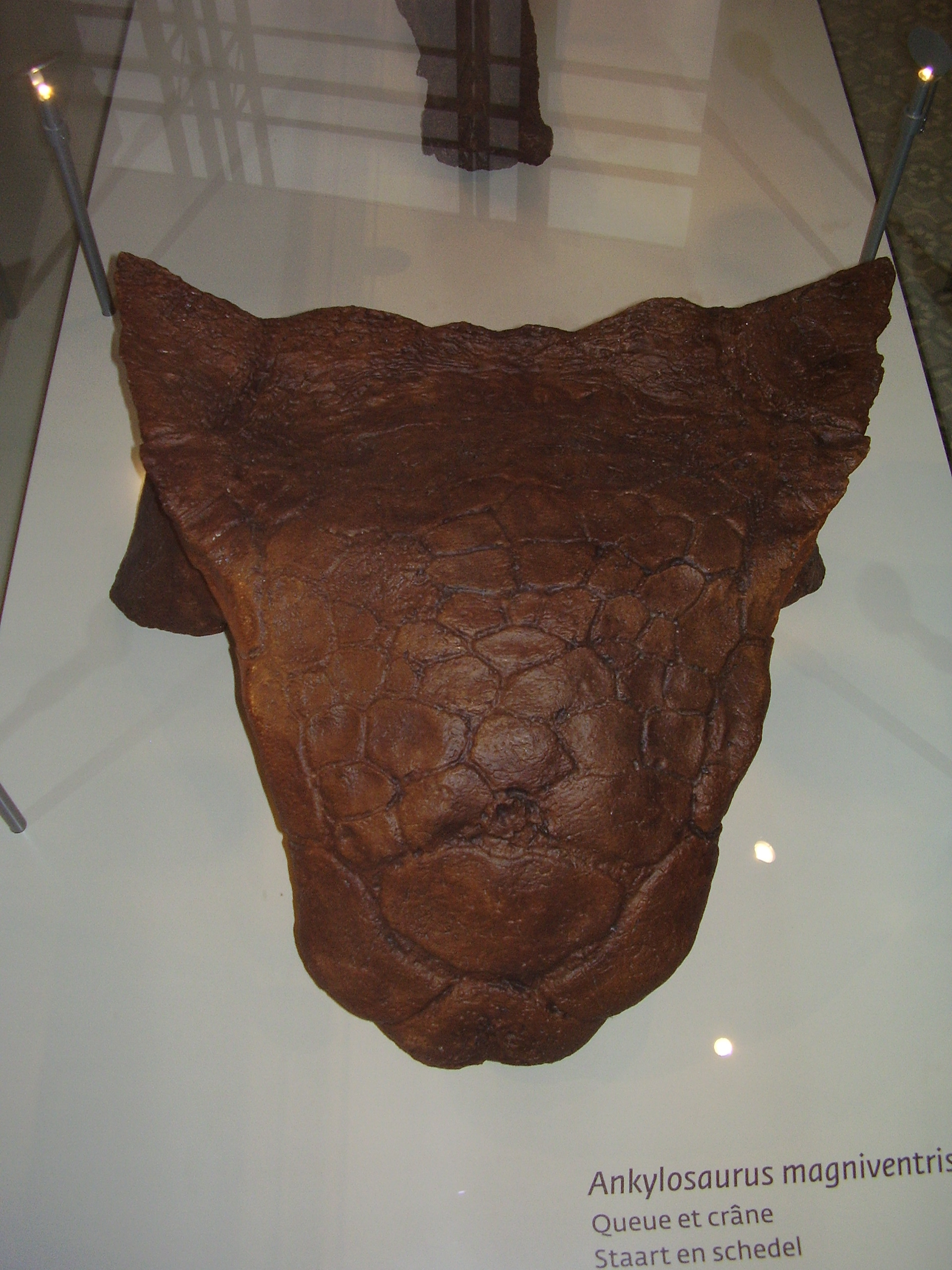
Lebka ankylosaura, zástupce čeledi.

Vzácné objevy fosilních otisků stop ankylosauridů z Colorada a Kanady (ichnorod Tetrapodosaurus) dokládají vysokou variabilitu (různorodost) ve stylu jejich chůze, a to v rámci běžné "chodecké" rychlosti.

## Systematika
Zejména podle Bentona, 2004:
- Infrařád Ankylosauria
  - Čeleď Ankylosauridae
    - Akainacephalus
    - Aletopelta
    - Bissektipelta
    - Cedarpelta
    - Chuanqilong
    - Gobisaurus
    -  ?Heishansaurus
    - Minotaurasaurus
    - Shamosaurus
    -  ?Sinankylosaurus
    - Podčeleď Ankylosaurinae
      - Ankylosaurus
      - Anodontosaurus
      - Crichtonpelta
      - Crichtonsaurus?
      - Dyoplosaurus
      - Euoplocephalus
      - Huaxiazhoulong
      - Jinyunpelta
      - Nodocephalosaurus
      - Pinacosaurus
      - Platypelta
      - Saichania
      - Scolosaurus
      - Shanxia
      - Talarurus
      - Tarchia[9]
      - Tianzhenosaurus
      - Tsagantegia
      - Zaraapelta
      - Ziapelta
      - Zuul

    - Podčeleď Polacanthinae
      - Gargoyleosaurus
      - Gastonia
      - Hoplitosaurus
      - Hylaeosaurus
      - Mymoorapelta
      - Polacanthus